# Eugène Millon
Eugène Auguste Nicolas Millon, genannt Eugène, (* 24. April 1812 in Châlons-sur-Marne; † 22. Oktober 1867 in Saint-Seine-l’Abbaye) war ein französischer Chemiker und Arzt.
Millon war zunächst Hilfslehrer am Collège Rollin in Paris und begann 1832 seine Ausbildung zum Militärarzt und -chirurgen am Militärhospital Val-de-Grâce. 1834 beendete er seine Ausbildung und war danach Militärarzt in Lyon, Algerien und Metz. 1836 wurde er in Paris in Medizin promoviert. 1841 wurde er Chemieprofessor am Val de Grâce Hospital, wurde aber 1847 strafversetzt an das Armeehospital in Lille, wobei ihm kaum noch wissenschaftliche Arbeiten in der Chemie möglich waren. 1850 bis 1865 war er leitender Apotheker des französischen Militärs in Algerien.
Er befasste sich mit Halogenoxiden und Halogennitriden und stellte zuerst Ethylnitrat und Ioddioxid her. Mit Jules Reiset versuchte er die Wirkungsweise von Katalysatoren zu erklären.
Nach ihm sind die Millon'sche Reaktion zum Proteinnachweis (1849) und die Millonsche Base benannt.
1848 fand er eine Methode zur Harnstoffbestimmung aus der Kohlendioxidmenge, die bei Umsetzung mit Salpetersäure frei wird. Er befasste sich auch mit der Konservierung von Getreide.
1845 gründete er die Zeitschrift Annuaire de chimie, die er mit Jules Reiset herausgab.